# Carl Bonaparte Roosen
Carl Bonaparte Roosen, Carl B. Roosen, född 8 oktober 1800 i Arendal, död 15 februari 1880 i Kristiania, var en norsk militär och topograf.
Roosen som var kapten i ingenjörsbrigaden och chef för Trondheims ingenjörsdetachement 1846-70, utförde förtjänstfulla kartarbeten, geografiska läroböcker och topografiska avhandlingar. Han uppmärksammades för sina antiunionella åsikter i fråga om Norges och Sveriges försvar. I ströskriften Om skiløbningen. Praktisk fremstillet, som et vigtigt middel for nationalopdragelsen og værnepligten (1865) var han före sin tid.